# Hypocacia biplagiata
Hypocacia biplagiata är en skalbaggsart som beskrevs av Stefan von Breuning 1935. Hypocacia biplagiata ingår i släktet Hypocacia och familjen långhorningar. Inga underarter finns listade i Catalogue of Life.